# 金庾石
金庾石（1966年8月8日—），韓國男演員，名字又譯金佑錫、金有碩。

## 影視作品

### 電視劇
- 2003年：KBS《王的女人》
- 2004年：KBS《第二次求婚》
- 2004年：SBS《土地》飾 九川（金環）
- 2005年：MBC《加油！金順》飾 盧時煥
- 2006年：KBS《感謝人生》
- 2006年：SBS《愛上醜八怪》飾 李豪泰
- 2007年：SBS《鹽巴娃娃》飾 姜志錫
- 2007年：SBS《那女人好可怕》飾 白政辰
- 2008年：MBC《愛的謊言》飾 姜政宇
- 2010年：MBC《同伊》飾 張希載
- 2010年：KBS《笑吧！東海》飾 李弼才（奉宜叔叔）
- 2011年：MBC《階伯》飾 興首
- 2012年：JTBC《症候群》飾 閔成俊
- 2012年：SBS《屋塔房王世子》飾 李恪的父親
- 2012年：KBS《大王之夢》飾 金庾信
- 2013年：JTBC《你鄰居的妻子》飾演 安善奎
- 2015年：KBS《Blood》飾 鄭智泰
- 2015年：tvN《不哭鳥》飾演 吳南奎
- 2015年：KBS《我們家蜜罈子》飾演 安吉秀
- 2017年：OCN《壞傢伙們：惡的都市》飾演 潘俊赫
- 2018年：KBS《一起生活吧》飾演 崔東鎮
- 2019年：MBC《黃金庭院》飾演 崔大成
- 2019年：JTBC《檢察官內傳》飾演 陳永支廳長（11集之後）
- 2020年：KBS《不管誰說什麼》飾演 申鍾嫻
- 2023年：MBC《天空的因緣》飾演 江治煥

### 電影
- 1997年：《江原道之力》
- 1998年：《女高怪談》
- 1999年：《Mayonnaise》
- 2000年：《Island》
- 2000年：《The Rhapsody》
- 2003年：《The Scent Of Love》
- 2004年：《Possible Changes》
- 2005年：《戀愛》（客串）
- 2005年：《遠程》
- 2006年：《Family Matters》
- 2009年：《手機》（客串）

## 獎項
- 2023年：MBC演技大獎 - 日日劇部門 男子最優秀演技獎《天空的因緣》

## 外部連結
- 金庾石在韩国电影数据库（KMDb）上的資料（韓語）
- EPG 
- 官方網站 （页面存档备份，存于）